# Selište (gmina Kuršumlija)
Selište (cyr. Селиште) – wieś w Serbii, w okręgu toplickim, w gminie Kuršumlija. W 2011 roku liczyła 20 mieszkańców.